# Tory Belleci
Salvatore Paul Belleci (Monterey, Califórnia, 30 de outubro de 1970), mais conhecido como Tory Belleci ou simplesmente Tory, é um realizador de filmes e maquetista estadunidense. É mais conhecido por seu trabalho no canal de documentários Discovery Channel, no programa de televisão MythBusters. 

## Juventude
Belleci tem trabalhado por muito tempo com materiais inflamáveis e explosivos. Quando jovem, seu pai mostrou-lhe como fazer um Coquetel molotov. Depois ele construiu o que basicamente era um lança-chamas feito em casa, que causou problemas quando ele incendiou parte de sua casa. Aos 19 anos, ele quase foi preso ao detonar uma bomba caseira perto da casa de seus pais em Seaside. O oficial enconrajou-lhe a procurar uma forma de expressar seu amor por explosões e feitos especiais de forma que não fosse preso. Belleci foi criado como e é um cristão devoto.

## Carreira

### Início
Em 1994, após se formar na escola de filmes da Universidade Estadual de São Francisco, ele começou a trabalhar com Jamie Hyneman na M5 Industries. Belleci trabalhou como gerente de área, anotando recados e limpando a oficina, mas rapidamente subiu no hierarquia. Alguns anos depois, ele começou a trabalhar na Industrial Light and Magic (ILM). Belleci trabalhou na ILM por oito anos como modelista, escultor e pintor. Ele começou a trabalhar por trás das cenas dos MythBusters em 2003, passou a ser parte da Equipe de Construção na segunda temporada e recebeu créditos a partir da terceira. Em 2005, após a partida de Scottie Chapman, Belleci persuadiu que seu colega Grant Imahara fizesse parte do show.
Belleci trabalhou na trilogia Matrix, Van Helsing, Peter Pan, Starship Troopers, Heróis Fora de Órbita e O Homem Bicentenário.
Um dos seus curtas metragens, SandTrooper, foi exibido no Syfy e no Slamdance Film Festival.

### MythBusters
Belleci é considerado por Kari Byron e Grant Imahara como alguém bem ousado e por isso, realizada ator perigosos ao testar um mito. Esses incluem: testar se a cor vermelha irrita um touro; se a língua ficaria instantaneamente grudada num poste congelado; e se "você pode respirar através de um tubo de dardo por uma hora enquanto está submserso?". Num dos seus atos mais populares, mostrado várias vezes no show, foi tentar pular sobre um toy wagon usando uma bicicleta; não deu certo, fazendo com que ele tombasse para frente e pousasse de rosto. A bicicleta quase acertou a cabeça dele e como resultado desses atos, ele constantemente se envolvia em acidentes cômicos enquanto testava mitos.
Durante o teste de um mito num episódio de 2010, Belleci caiu de um telhado e apesar de estar segurado num sistema de segurança, bateu numa janela aberta, machucando sua perna e causando muito sangramento.
No dia 21 de agosto de 2014, foi anunciado que ele, junto de Byron e Imahara, deixariam a série. 

### Outros trabalhos
Entre 2011 e 2013 ele co-apresentou Punkin Chunkin no Discovery Science, junto de Kari Byron e Grant Imahara.
Em 2013, ele criou um canal do Youtube chamado Blow It Up, onde ele e vários apresentadores explodem itens do dia a dia.
Em 2015, Byron e Belleci apresentaram Thrill Factor, um novo show do Travel Channel onde eles embarcam em viagens emocionantes ao redor do mundo e exploram um pouco da ciência como os efeitos da força G na respiração, batimento cardiáco e outros fatores.
Belleci, junto de Imahara e Byron, apresentou a série White Rabbit Project, lançada dia 9 de dezembro de 2016.
Belleci irá estrelar junto de Richard Hammond (Top Gear, The Grand Tour) numa série sem nome da Prime Video anunciada em agosto de 2019 a ser produzida pela Hammond's Chimp Productions. A série de seis episódios verá os deois presos numa ilha deserta após um naufrágio e terão de usar os recursos disponíveis para criarem outras formas de sobreviverem na ilha.

## Vida pessoal
Entre 5 e 11 de junho de 2014 ele competiu com o produtor de música eletrônica Deadmau5 na corrida Gumball 3000, dirigindo como co-piloto na Ferrari 458 Spider, Purrari, do Deadmau5m de Miami até Ibiza, na Espanha e venceu as maiores honras, quando o prêmio "Spirit of the Gumball".

## Trabalho humanitário
Durante as férias de filmagem em 2010, Belleci voluntariou o seu tempo para visitar o Haiti, onde visitou orfanatos e instalou sistemas de água limpa junto da "Life Giving Force," uma organização não lucrativa que se dedica e prover água limpa para comunidades em necessidade. Ele relatou que essa viagem lhe causou um efeito profundo e que admira a resiliência do povo haitiano.